# Tahal
Tahal è un comune spagnolo  situato nella comunità autonoma dell'Andalusia. Si trova a 1005 metri sopra il livello del mare. Ha un’estensione di 94,82 km quadrati. È stato per anni punto principale di commercio e sociale della zona. Ci sono resti antichi che sono stati trovati in epoca argarica, del sud est della Spagna. Nel corso degli anni ha cambiato vari nomi: Atahalid, Atahelid, Atahalbe per poi prendere il nome di Tahal. 
È stata zona di conquista da parte dei Berberi, nella metà del ‘500 ci sono state battaglie per il controllo della zona e nel 1575 è stata ripopolata da 45 famiglie formalizzando la nascita del Municipio. Il significato di Tahal dall’arabo è “Barranco Humedo” ovvero Burrone Umido.